# Зідуріле (Арджеш)
Зідуріле (рум. Zidurile) — село у повіті Арджеш в Румунії. Входить до складу комуни Мозечень.
Село розташоване на відстані 75 км на захід від Бухареста, 39 км на південний схід від Пітешть, 111 км на схід від Крайови, 124 км на південь від Брашова.

## Населення
За даними перепису населення 2002 року у селі проживала 241 особа, усі — румуни. Усі жителі села рідною мовою назвали румунську.